# Duncan Phillips
Pour les articles homonymes, voir Phillips.
Duncan Phillips (1886–1966) est un critique et collectionneur d'art américain, surtout connu pour La collection Phillips (The Phillips Collection en anglais).
Il aida des peintres comme les russes Mark Rothko ou Nicolas de Stael au début de leur carrière.